# Wadjet Eye Games
Wadjet Eye Games ist ein unabhängiges US-amerikanisches Entwicklungsstudio für Computerspiele. Es wurde im Jahr 2006 von Dave Gilbert gegründet und ist auf Point-and-Click-Adventures spezialisiert.
Bekannt ist Wadjet Eye vor allem für seine zwischen 2006 und 2014 entwickelte Spieleserie Blackwell. Das Unternehmen publiziert seine eigenen Spiele, ist in den letzten Jahren aber zunehmend auch als Publisher von Spielen anderer Autoren und Studios in Erscheinung getreten.

## Geschichte
Dave Gilbert entwickelte das Spiel The Shivah im Jahr 2006 in seiner Freizeit auf Basis des Adventure Game Studio (AGS), einer quelloffenen Spiel-Engine und Entwicklungsumgebung, mit dem Ziel, beim MAGS-Wettbewerb um das beste AGS-Spiel des Monats zu gewinnen. Nach seinem Erfolg in diesem Wettbewerb arbeitete er jedoch an dem Spiel weiter, ergänzte vor allem Sprachausgabe und weitere Rätsel, um es dann schließlich als kommerziellen Titel The Shivah: Kosher Edition zu veröffentlichen. Ursprünglich wurde der Titel über Manifesto Games vertrieben, bis sich Gilbert entschied ein eigenes Unternehmen unter dem Namen Wadjet Eye Games zu gründen, das Spiel selbst zu vertreiben und sich beruflich voll und ganz der Spieleentwicklung zu widmen.
Noch im gleichen Jahr brachte Wadjet Eye Games das Adventure The Blackwell Legacy heraus, den ersten Teil der Blackwell-Serie. Die erste Fortsetzung erschien 2007 als Blackwell Unbound. Im Februar 2008 kündigte das Unternehmen eine Publishing-Vereinbarung mit PlayFirst an, nach welcher Wadjet Eye Games für PlayFirst entwickeln sollte. Infolge dieser Vereinbarung erschien am 19. Februar 2009 das Spiel Emerald City Confidential. Die Handlung spielt in der magischen Welt von Oz des Autors Lyman Frank Baum, folgt aber im Stil eines Film Noir der 1940er Jahre einer Hauptperson namens Petra, die als Detektivin in der Smaragdstadt tätig ist. Noch im gleichen Jahr wurde auch das dritte Blackwell-Adventure mit dem Titel Blackwell Convergence fertiggestellt.
In 2010 veröffentlichte Wadjet Eye Games mit Puzzle Bots das erste Spiel, das nicht von Dave Gilbert selbst entwickelt wurde. Es handelte sich um ein Adventure von Erin Robinson/Ivy Games. Weitere Spiele von anderen Entwicklern, die Wadjet Eye Games zwischen 2011 und 2012 auf den Markt brachte, waren Gemini Rue, Da New Guys, Resonance und Primordia. Als eigene Entwicklung erschien 2011 der vierte Teil der Blackwell-Serie unter dem Titel Blackwell Deception.
Im Februar 2013 kündigte Wadjet Eye Games die erste Veröffentlichung für Mobilgeräte an. Daraufhin wurde Gemini Rue für iPhone und iPad portiert.
Im Jahr 2015 plante Wadjet Eye Games zwischenzeitlich auch ein Spiel zu den Comics von Vertigo zu entwickeln.

## Auszeichnungen
Wadjet Eye Games wurde für die Auszeichnung als bestes neues Studio („Best New Studio“) bei den Game Developers Choice Awards in 2007 nominiert,. Im gleichen Jahr erhielt Gilbert den AGS Award für sein Lebenswerk („AGS Lifetime Achievement Award“). Die an Spieleentwickler gerichtete Website Gamasutra (heute Game Developer) zählte Wadjet Eye im Jahr 2008 zu den 20 besten aufstrebenden Entwicklern („Breakthrough Developers“).

## Spiele
| Titel                           | Entwickler                       | Veröffentlichung     | Metascore |
| ------------------------------- | -------------------------------- | -------------------- | --------- |
| The Shivah                      | Dave Gilbert                     | 14. August 2006      | –         |
| Blackwell Legacy                | Dave Gilbert                     | 23. Dezember 2006    | 80        |
| Blackwell Unbound               | Dave Gilbert                     | 4. September 2007    | –         |
| Emerald City Confidential       | PlayFirst, Dave Gilbert          | 19. Februar 2009     | 71        |
| Blackwell Convergence           | Dave Gilbert                     | 22. Juli 2009        | –         |
| Puzzle Bots                     | Erin Robinson (Ivy Games)        | 7. Mai 2010          | –         |
| Gemini Rue                      | Joshua Nuernberger               | 24. Februar 2011     | 82        |
| Blackwell Deception             | Dave Gilbert                     | 12. Oktober 2011     | 73        |
| Da New Guys: Day of the Jackass | Icebox Games                     | 29. Februar 2012     | 56        |
| Resonance                       | Vince Twelve                     | 19. Juni 2012        | 76        |
| Primordia                       | Wormwood Studios                 | 5. Dezember 2012     | 72        |
| The Shivah: Kosher Edition      | Dave Gilbert                     | 20. November 2013    | 67        |
| Blackwell Epiphany              | Dave Gilbert                     | 24. April 2014       | 83        |
| A Golden Wake                   | Grundislav Games                 | 9. Oktober 2014      | 68        |
| Technobabylon                   | Technocrat Games                 | 21. Mai 2015         | 82        |
| Shardlight                      | Francisco Gonzalez, Ben Chandler | 8. März 2016         | 75        |
| Unavowed                        | Dave Gilbert                     | 8. August 2018       | 87        |
| Strangeland                     | Wormwood Studios                 | 25. Mai 2021         | 77        |
| The Excavation of Hob's Barrow  | Cloak and Dagger Games           | 28. September 2022   | 81        |
| noch in Entwicklung             |                                  |                      |           |
| Nighthawks                      | Curiosity Engine                 | angekündigt für 2022 |           |
| Old Skies                       | Dave Gilbert                     | angekündigt für 2022 |           |